# Johnny Hallyday La Cigale : 12-17 décembre 2006
Albums par Johnny Hallyday
Le Cœur d'un homme
(2007) Ça ne finira jamais
(2008)
Lives par Johnny Hallyday
Johnny Hallyday Flashback Tour : Palais des sports 2006
(2006) Johnny Hallyday Tour 66 : Stade de France 2009
(2009)
Singles
1. Blueberry Hill (en duo avec Chris Isaak)
Sortie : juin 2007

Johnny Hallyday La Cigale : 12-17 décembre 2006 est le 25e album live de Johnny Hallyday, le deuxième chez Warner. Il sort le 11 juin 2007.
L'album est réalisé par Yvan Cassar.

## Histoire
Étape parisienne de la tournée Flashback Tour, ce double album est enregistré à la Cigale du 12 au 17 décembre 2006.

## Autour de l'album
- Références originales :
  - CD + DVD : Warner 2564699053
  - Double vinyles : Warner 2564698972

- Single :
  - CD promo hors-commerce Blueberry Hill (duo avec Chris Isaak), référence originale : Warner PRO16371

Note : le récital n'est pas donné ici dans son intégralité, il manque les chansons suivantes : Marie, Proud Mary (intermède musical par les choristes, reprise de Creedence Clearwater Revival), Honky Tonk Women en duo avec la choriste Amy Keys et Que je t'aime.
Le concert est également distribué en DVD.

## Titres
| 1.  | Je suis né dans la rue                                 | Long Chris                              | Mick jones, Tommy Brown                 |  |
| 2.  | Hey Joe (Hey Joe)                                      | Gilles Thibaut (adaptation)             | Billy Roberts                           |  |
| 3.  | O Carole (Carol)                                       | Manou Roblin (adaptation)               | Chuck Berry                             |  |
| 4.  | Blueberry Hill (en duo avec Chris Isaak)               | Al Lewis (en), Larry Stock (en)         | Vincent Rose                            |  |
| 5.  | Tutti Frutti                                           | Dorothy LaBostrie, J. Lubin             | Richard Penniman                        |  |
| 6.  | Blue Suede Shoes                                       | Carl Perkins                            | Carl Perkins                            |  |
| 7.  | Le Pénitencier (The House of the Rising Sun)           | Hugues Aufray, Vline Buggy (adaptation) | Alan Price                              |  |
| 8.  | Quelque chose de Tennessee                             | Michel Berger                           | Michel Berger                           |  |
| 9.  | Fils de personne (Fortunate Son)                       | Philippe Labro (adaptation)             | John Fogerty                            |  |
| 10. | Nashville blues (Nashville Blues)                      | Pierre Billon (adaptation)              | Felice Bryant, Boudleaux Bryant         |  |
| 11. | La Musique que j'aime                                  | Michel Mallory                          | Johnny Hallyday                         |  |
| 12. | Be-Bop-A-Lula                                          | Gene Vincent, Tex Davis                 | Gene Vincent, Tex Davis                 |  |
| 13. | Whole Lotta Shakin' Goin' On                           | Dave Williams, Sunny David              | Dave Williams, Sunny David              |  |
| 14. | Heartbreak Hotel                                       | Mae Boren Axton (en), Tommy Durden (en) | Mae Boren Axton (en), Tommy Durden (en) |  |
| 15. | Elle est terrible (Somethin' Else)                     | Jil et Jan (adaptation)                 | Bob Cochran, Sharon Sheeley             |  |
| 16. | Le bon temps du rock and roll (Old Time Rock and Roll) | Michel Mallory (adaptation)             | George Jackson, Thomas Earl Jones III   |  |
| 17. | Gabrielle (The King Is Dead)                           | Long Chris, Patrick Larue (adaptation)  | Tony Cole (musician) (en)               |  |
| 18. | La Quête                                               | Jacques Brel (adaptation)               | Joseph Darion - Mitch Leigh             |  |

## Les musiciens
Direction musicale et arrangements : Yvan Cassar
Claviers : Yvan Cassar
Guitare acoustique et voix : Alain Couture
Batterie : Geoff Dugmore (en)
Saxophone, harmonica, flûte : George Philip Shelby
Guitares, dobro : Réjean Lachance
Guitare : Robin Le Mesurier
Percussions : Nicolas Montazaud
Basse et contrebasse : Laurent Vernerey
Chœurs : Johanna Manchec - Amy Keys (en)